# Mostuea
Mostuea es un género de plantas fanerógamas perteneciente a la familia Gelsemiaceae.

## Taxonomía
El género fue descrito por  Didrik Ferdinand Didrichsen y publicado en Videnskabelige Meddelelser fra Dansk Naturhistorisk Forening i Kjøbenhavn 1853: 86. 1853. La especie tipo es: Mostuea brunonis Didr.	

## Especies aceptadas
A continuación se brinda un listado de las especies del género Mostuea aceptadas hasta marzo de 2014, ordenadas alfabéticamente. Para cada una se indica el nombre binomial seguido del autor, abreviado según las convenciones y usos.
- Mostuea batesii Baker
- Mostuea brunonis Didr.
- Mostuea hirsuta (T.Anderson ex Benth.) Baill.
- Mostuea surinamensis Benth.